# Ida Elisabeth Hammerich
Ida Elisabeth Hammerich f. Roos (7. maj 1930 – 24. marts 2007) var en dansk oversætter, der især er kendt for sine oversættelser af Radiserne, hvormed hun introducerede udtryk som "Jeg græmmes".
Ida Elisabeth Hammerich oversatte tidligt flere bøger fra især engelsk og svensk, men det blev Radiserne, der gjorde hende kendt. Hendes tidligere mand, Paul Hammerich, der var redaktør på Politiken, bad hende i 1959 om at lave danske tekster til Schulz' striber. Dette medførte også, at hun måtte finde på danske navne til nogle af figurerne, som Søren Brun, Trine, Nuser og Rumle. Sidstnævnte navn er blevet hængende ved hendes søn, Jens Peter, der nu primært kendes som Rumle Hammerich.
Figuren Rumle i tegneserien er faktisk opkaldt efter mennesket Rumle og ikke omvendt.